# Lost in Transit
Lost in Transit is een livealbum van Radio Massacre International. Het bestaat uit een box van zeven Cd-rs, die een weergave geven van RMI live gedurende de jaren 2004 tot en met 2007. Veel ruimte is er voor opnamen van muziek gespeeld tijdens The Gatherings, een concertserie gegeven in Philadelphia (Pennsylvania), gelinkt aan een radioprogramma van Chuck van Zyl, geheel gewijd aan elektronische muziek.
De eerste oplage van de box bestond uit 100 exemplaren, deze was snel uitverkocht. Op verzoek werden er nog 15 stuks extra geperst, maar daar bleef het volgens de band bij. 

## Musici
- Steve Dinsdale, Duncan Goddard, Gary Houghton – synthesizer, elektronica, (bas)gitaar.

## Muziek 2010

### Lost in Transit 1, NE024
| Nr. | Titel                             | Duur  |
| --- | --------------------------------- | ----- |
| 1.  | an ending is just a beginning I   | 30:32 |
| 2.  | an ending is just a beginning II  | 17:13 |
| 3.  | an ending is just a beginning III | 21:50 |
| 4.  | an ending is just a beginning IV  | 9:18  |

De opnamen vonden plaats 8 mei 2004 in de St. Mary’s Church te Philadelphia. Gast was Peter Gowen op het kerkorgel.

### Lost in Transit 2, NE025
| Nr. | Titel | Duur  |
| --- | ----- | ----- |
| 1.  | I     | 28:33 |
| 2.  | II    | 13:00 |
| 3.  | III   | 24:37 |

De opnamen vonden plaats 2 april 2005 in het National Space Centre te Leicester.

### Lost in Transit 3, NE026
| Nr. | Titel                                                       | Duur  |
| --- | ----------------------------------------------------------- | ----- |
| 1.  | Improvisation                                               | 28:19 |
| 2.  | The sea                                                     | 4:11  |
| 3.  | Organ harvest                                               | 10:27 |
| 4.  | New Orleans/Improvisation (vroege versie van Bettr'r day's) | 27:14 |

De opnamen vonden plaats 25 maart 2006 in het National Space Centre te Leicester. Gast was Ian Boddy, de muziek bevat derhalve iets meer ritme ("The sea") dan de eerste twee cd's.

### Lost in Transit 4, NE027
| Nr. | Titel | Duur  |
| --- | ----- | ----- |
| 1.  | 1     | 14:11 |
| 2.  | 2     | 14:52 |
| 3.  | 3     | 17:31 |
| 4.  | 4     | 12:13 |
| 5.  | 5     | 8:23  |
| 6.  | 6     | 10:50 |

Deze disc laat sterk afwijkende muziek horen voor RMI. Teksten worden uitgesproken door Damo Suzuki tegen een achtergrond van muziek die lijkt op de muziek van Hawkwind. De klank heeft daardoor iets weg van de manier waarop Jim Morrison zijn gedichten voorlas. De laatste track valt binnen het rapgenre. Opnamen vonden plaats in Night and Day te Manchester op 14 maart 2004 (1,2,3,4) en The Boardwalk in Sheffield (5,6). Gasten waren naast Suzuki Jay Taylor (gitaar) (1,2,3,4) en Johnny Williams (gitaar) met Martin Archer (blaasinstrumenten) (5,6). 

### Lost in Transit 5, NE028
| Nr. | Titel                   | Duur  |
| --- | ----------------------- | ----- |
| 1.  | So it goes              | 1:39  |
| 2.  | The silk purse of Orion | 10:35 |
| 3.  | Jas madness             | 2:21  |
| 4.  | Hih bobness             | 7:25  |
| 5.  | So it goes II           | 4:20  |
| 6.  | Rain falls in grey      | 12:41 |
| 7.  | bett'r day-s            | 12:37 |
| 8.  | Shut up                 | 5;12  |
| 9.  | Syd                     | 2:43  |
| 10. | Emissary                | 5:41  |
| 11. | Legacy                  | 2:59  |
| 12. | ...far away             | 4:45  |
| 13. | B.K.O.                  | 4:16  |

Deze is disc is grotendeels gewijd aan de muziek van Syd Barrett. Deze gitarist inspireerde de band al eerder bij het maken van het album Rain Falls in Grey en later bij het verschijnen van Rain falls in a different way. Het album is een mengeling van studio- en liveopnamen gemaakt in Y-Theatre in Leicester op 1 september 2007 (live) en Orion Sound Studio te Baltimore (Maryland) op 18 november 2007. Andere muziekstijlen die te horen zijn, zijn die van Tangerine Dream (sequencers uit de elektronische muziek) en Soft Machine, vrije jazzrock in de gedaante van een knorrende en schreeuwende saxofoon. In track 8 zit Vader Jacob verscholen, een muzikaal citaat dat Gustav Mahler ook al een keer gebruikte (Symfonie nr. 1). De gitaarsound gaat naar het eind van het album richting de stijl van A Saucerful of Secrets. Gasten waren:
- Martin Archer - saxofoon en synthesizer (Leicester)
- Cyndee Lee Rule - elektrische viool (Baltimore)
- Premik Russell Tubbs - saxofoon en synthesizer (Baltimore)

### Lost in Transit 6, NE029
| Nr. | Titel | Duur  |
| --- | ----- | ----- |
| 1.  | Set 1 | 49:33 |

De opnamen vonden plaats 17 november 2007 in de St. Mary’s Church te Philadelphia. De muziek laat een terugkeer horen naar waar het mee begon, elektronische muziek gebaseerd op de Berlijnse School voor elektronische muziek.

### Lost in Transit 7, NE030
| Nr. | Titel  | Duur  |
| --- | ------ | ----- |
| 1.  | Set 2  | 44:35 |
| 2.  | Encore | 15:18 |

Vervolg van disc 6

## Toevoegingen 2013
In 2013 verschenen drie delen onder dezelfde titel. Deze konden al dan niet toegevoegd worden aan de box.

### Lost in Transit 8, NE036
| Nr. | Titel                                                        | Duur  |
| --- | ------------------------------------------------------------ | ----- |
| 1.  | we might be stuck here because of the ash                    | 29:27 |
| 2.  | no, really, we might really be stuck here because of the ash | 26:40 |

Deel 8 bevat de registratie van een concert op 10 april 2010 in het Cherubini Arts Center in Burlington (New Jersey). De set bestond uit twee nummers. De titels verwijzen naar de Vulkaanuitbarsting onder de Eyjafjallajökull 2010, RMI kon niet terugreizen naar Engeland. 

### Lost in Transit 9, NE037
| Nr. | Titel   | Duur  |
| --- | ------- | ----- |
| 1.  | set one | 39:14 |
| 2.  | set two | 39:14 |

Deel 9 bevat de (gedeeltelijke) registratie van een concert op 18 april 2010 in St Mary’s Church, Philadelphia 

### Lost in Transit 10, NE038
| Nr. | Titel   | Duur  |
| --- | ------- | ----- |
| 1.  | set one | 38:01 |
| 2.  | set two | 33:25 |

Deel 9 bevat de (gedeeltelijke) registratie van een concert op 18 april 2010 in de Orion geluidsstudio in Baltimore. De muziek heeft de jaren '70 van Tangerine Dream nog nooit zo dicht benaderd in het oeuvre van RMI. 